# Fjodor Alexejewitsch Gorst
Fjodor Alexejewitsch Gorst (russisch Фёдор Алексеевич Горст, englische Transkription: Fyodor Gorst, auch: Fedor Gorst; * 31. Mai 2000 in Moskau) ist ein russischer Poolbillardspieler.
Er wurde 2019 Weltmeister in der Disziplin 9-Ball. Diesen Erfolg konnte er 2024 wiederholen. Daneben wurde der achtmalige russische Meister 2019 Europameister im 9-Ball und gewann 2018 ein Euro-Tour-Turnier. Zuvor wurde er dreimal Jugendeuropameister und gewann 2017 die Juniorenweltmeisterschaft.

## Karriere

### 2008–2014: Anfänge
Fjodor Gorst begann im Alter von acht Jahren mit dem Billardspielen und spielte zunächst die Variante Russisches Billard, in der er an mehreren regionalen Jugendmeisterschaften teilnahm. Ab 2010 spielte er vorrangig Poolbillard und zwei Jahre später qualifizierte er sich erstmals für die nationale Jugendmeisterschaft. Bei den Erwachsenen nahm er ab 2012 regelmäßig am russischen Pokal teil und im November desselben Jahres folgte mit dem Kremlin Cup sein erstes internationales Turnier, bei dem er jedoch sieglos ausschied.
Im November 2013 trat Gorst erstmals bei der russischen Meisterschaft der Herren an und gelangte im 10-Ball ins Viertelfinale, in dem er Witali Pawluchin unterlag. Wenig später erreichte er beim Kremlin Cup die Runde der letzten 32 und verlor gegen Konrad Juszczyszyn.
Im März 2014 gewann Gorst seinen ersten von insgesamt elf nationalen Jugendmeistertiteln. Gegen Jahresende erzielte er erste Erfolge bei den Erwachsenen; beim Kremlin Cup besiegte unter anderem Konstantin Stepanow und Kristina Tkatsch und zog ins Halbfinale ein, in dem er dem späteren Turniersieger Ruslan Tschinachow mit 4:8 unterlag, und bei der russischen Meisterschaft gewann er nach einer weiteren Halbfinalniederlage gegen Tschinachow mit dem dritten Platz im 9-Ball seine erste Medaille. Im Dezember 2014 nahm er bei den Treviso Open erstmals an einem Euro-Tour-Turnier teil und erreichte durch Siege gegen Babken Melkonyan, Jakub Koniar und Mario He die Runde der letzten 32, in der er dem Tschechen Roman Hybler mit 8:9 unterlag. Mit 13 Jahren war er der bis dahin jüngste Spieler, der sich für die Finalrunde eines Turniers der europäischen Serie qualifiziert hatte.

### 2015–2018: Internationaler Durchbruch
Nachdem er 2014 erstmals an der Jugend-EM teilgenommen hatte, wurde Gorst im Juli 2015 Schülereuropameister; während er im 14/1 endlos im Finale den Titelverteidiger Daniel Macioł mit 75:72 besiegte, setzte er sich im 10-Ball-Endspiel gegen Kamil Sząszor mit 6:3 durch. Im selben Jahr begann er, regelmäßig an Euro-Tour-Turnieren teilzunehmen und gelangte bei den Dutch Open in die K.-o.-Phase. Während er beim Kremlin Cup in der Vorrunde scheiterte und bei der russischen Meisterschaft nicht über das Viertelfinale hinauskam, erzielte er 2015 seine ersten drei Turniersiege im nationalen Pokal.
Anfang 2016 nahm Gorst erstmals am Derby City Classic teil und erreichte beim 9-Ball-Wettbewerb den elften Platz. Nachdem er beim Deurne City Classic im One-Pocket-Wettbewerb Dritter und im 9-Ball Fünfter geworden war, gewann Gorst bei der Schüler-EM 2016 nach einer 66:75-Niederlage im Finale gegen Wiktor Zieliński die Silbermedaille im 14/1 endlos und Bronze im 9-Ball. Auf der Euro-Tour zog er bei den Dutch Open unter anderem durch Siege gegen Daryl Peach und Mieszko Fortuński erstmals ins Viertelfinale ein, in dem er dem Spanier David Alcaide mit 6:9 unterlag. Wenig später besiegte er beim Kremlin Cup unter anderem Corey Deuel, bevor er sich im Achtelfinale dem späteren Turniersieger Alexander Kazakis mit 4:8 geschlagen geben musste. Während er bei der russischen Meisterschaft nicht über das Viertelfinale hinauskam, gewann er ein weiteres Turnier des nationalen Pokals und verlor beim Finalturnier im Endspiel mit 6:9 gegen Konstantin Stepanow.
Beim Derby City Classic 2017 erreichte Gorst unter anderem den vierten Rang im 9-Ball und das Viertelfinale bei der Bigfoot 10-Ball-Challenge. Im August 2017 gewann er seinen ersten Europameistertitel in der U19-Altersklasse, als er im 8-Ball-Finale den Polen Daniel Macioł mit 7:2 besiegte. Anschließend zog er auch im 9-Ball ins Endspiel ein, musste sich nun jedoch dem Niederländer Jan van Lierop mit 6:8 geschlagen geben. Auf der Euro-Tour gelangte er 2017 bei allen Turnieren in die Endrunde und kam bei den Klagenfurt Open ins Viertelfinale. Wenige Tage später wurde er in Moskau durch einen 11:3-Finalsieg gegen den Mongolen Enchbold Temüüdschin U19-Weltmeister. Bei der russischen Meisterschaft 2017 zog er erstmals ins Finale ein und erzielte durch einen 100:58-Sieg gegen Sergei Luzker im 14/1 endlos seinen ersten Meistertitel. Auch im 10-Ball und 8-Ball gelangte er ins Endspiel, verlor jedoch gegen Andrei Seroschtan (5:8) beziehungsweise Sergei Luzker (7:8). Im selben Jahr hatte er zwei weitere Turniere der nationalen Pokalserie gewonnen. Im Dezember 2017 nahm Gorst zum ersten Mal an der 9-Ball-Weltmeisterschaft der Erwachsenen teil. Nach einer Auftaktniederlage gegen Liu Haitao setzte er sich gegen Wang Can durch, bevor er sich im entscheidenden Vorrundenspiel dem Taiwaner Hsieh Chia-chen geschlagen geben musste.
Anfang 2018 zog Gorst beim Derby City Classic bei der Bigfoot 10-Ball Challenge ins Finale ein und verlor gegen Roberto Gomez. Bei den weiteren Wettbewerben des Turniers erzielte er unter anderem einen fünften Platz. Wenig später erreichte er das Endspiel der Hill-Hill 9-Ball Open, in dem er dem Deutschen Ralf Souquet unterlag. Im Juli folgte seine erste EM-Teilnahme bei den Herren, bei der Gorst im 10-Ball und 9-Ball ins Achtelfinale gelangte. Auf der World Pool Series nahm er 2018 an drei Turnieren teil und erreichte zweimal das Viertelfinale (Aramith 9-Ball Players Championship, 8-Ball Classic Championship). Im September 2018 besiegte Gorst beim Kremlin Cup unter anderem Denis Grabe, Mateusz Śniegocki und Kim Laaksonen, bevor er im Halbfinale gegen Alexander Kazakis verlor. Einen Monat später wurde er bei der American Straight Pool Championship und bei den International 9-Ball Open Neunter.
Bei der U19-Weltmeisterschaft 2018 verlor Gorst als Titelverteidiger im Viertelfinale gegen Christian Fröhlich (10:11). Wenige Tage danach gewann er bei den Herren durch einen 8:7-Finalsieg gegen Konstantin Stepanow im 10-Ball seinen zweiten russischen Meistertitel. War er bei den ersten fünf Euro-Tour-Events des Jahres lediglich einmal über die Runde der letzten 32 hinausgekommen, zog Gorst beim Abschlussturnier, den Treviso Open, unter anderem durch Siege gegen Mieszko Fortuński und Maximilian Lechner ins Finale ein, in dem er den Polen Mateusz Śniegocki mit 9:7 besiegte und damit erstmals ein Turnier der europäischen Serie gewann. Bei der 9-Ball-WM erreichte er das Sechzehntelfinale und verlor mit 8:11 gegen Petri Makkonen. Am Jahresende gewann er durch einen 9:8-Endspielsieg gegen Konstantin Stepanow erstmals das Finalturnier des russischen Pokals, nachdem er Anfang des Jahres zwei Turniere der Serie gewonnen hatte.

### Seit 2019: Weltmeistertitel
Beim Derby City Classic 2019 erzielte Gorst im 9-Ball und bei der Bigfoot 10-Ball-Challenge den dritten Rang. Im März gewann er durch einen Finalsieg gegen Jayson Shaw die Bucharest Open. Wenige Tage danach nahm er erstmals am World Pool Masters teil, bei dem er sein Auftaktspiel gegen Naoyuki Ōi gewann und im Achtelfinale gegen Skyler Woodward ausschied. Nachdem er bei den US Open lediglich auf den 65. Platz gekommen war, wurde Gorst im Mai 2019 durch einen 9:8-Finalsieg gegen Joshua Filler Europameister im 9-Ball. Während Gorst bei der 10-Ball-Weltmeisterschaft in der Vorrunde und bei den China Open im Sechzehntelfinale ausschied, erreichte er beim Kremlin Cup das Viertelfinale und zog beim Steinway Classic ins Endspiel ein, in dem er sich dem Deutschen Thorsten Hohmann mit 12:13 knapp geschlagen geben musste.
Auf der Euro-Tour konnte Gorst seine Ergebnisse im Jahresverlauf 2019 steigern; scheiterte er bei den Treviso Open im Mai als Titelverteidiger in der Vorrunde, kam er bei den letzten drei Turnieren des Jahres mindestens ins Viertelfinale und gewann beim Abschlussturnier, den Antalya Open, nach einer Halbfinalniederlage gegen den späteren Turniersieger Denis Grabe die Bronzemedaille. Im November 2019 wurde er russischer Meister in den Disziplinen 14/1 endlos, 10-Ball und 9-Ball, scheiterte hingegen im 8-Ball im Viertelfinale. Einen Monat später besiegte Gorst bei der 9-Ball-WM unter anderem Jakub Koniar, Cheng Yu-hsuan, Ko Pin-yi und Ko Ping-chung und zog ins Finale ein, in dem er durch einen 13:11-Sieg gegen den Taiwaner Chang Jung-Lin als erster Russe Weltmeister wurde.
Anfang 2020 gewann Gorst im Finale gegen Niels Feijen die Athens 9-Ball Open und wurde Fünfter bei den Stella Artois Open sowie Siebzehnter bei den Las Vegas Open. Bei den Treviso Open, die aufgrund der COVID-19-Pandemie das einzige Euro-Tour-Turnier 2020 blieben, erreichte er das Halbfinale, in dem er dem späteren Turniersieger Jayson Shaw unterlag. Im weiteren Verlauf des Jahres wurde er Vierter bei der Poison Cues VG 10-Ball Championship, russischer Meister im 10-Ball, 8-Ball und 9-Ball sowie Vizemeister im 14/1 endlos. Beim nationalen Pokal gewann er 2020 drei Turniere, darunter das Finalturnier.
Anfang 2021 erzielte Gorst bei mehreren Turnieren in den USA gute Ergebnisse und kam sechsmal unter die besten acht. So besiegte er im Finale des Rack’N’Grill 9-Ball Shootout den Venezolaner Jesus Atencio mit 11:10 und gewann bei den Midwest Open durch Finalsiege gegen Omar al-Shaheen beziehungsweise James Aranas das 10-Ball-Einladungsturnier und das 10-Ball-Hauptevent. Beim World Pool Masters hingegen musste er eine Auftaktniederlage gegen Shane van Boening hinnehmen und bei der 9-Ball-Weltmeisterschaft 2021 schied er als Titelverteidiger in der Runde der letzten 64 gegen Skyler Woodward aus.
2023 schaffte es Gorst bis ins Finale der U.S. Open, wobei er gegen Ko Ping Chung mit 13-6 verlor.
Im Jahr 2024 gewann Gorst seinen ersten großen Matchroom-Titel und besiegte Joshua Filler im Finale der World Pool Masters mit 13‍–‍12. Noch im selben Jahr schaffte Gorst es ins Finale der WPA World Nine-Ball Championship 2024 in Jeddah und gewann 15-14 gegen seinen Gegner Eklent Kaçi, damit gewann er seinen zweiten großen Matchroom-Titel und wurde mit 24 Jahren der jüngste Spieler, der diese Veranstaltung nach seinem vorherigen Sieg im Jahr 2019 mehr als einmal gewann.

### Mannschaftskarriere
2019 spielte Gorst beim deutschen Bundesligisten BSV Dachau, mit dem er in der Saison 2019/20 den dritten Platz erreichte.
Mit der russischen Jugendnationalmannschaft wurde Gorst zweimal Vizeeuropameister (2014, 2016) und zweimal EM-Dritter (2012, 2017).
Mit der russischen Herrennationalmannschaft wurde Gorst 2019 EM-Dritter.
Dreimal nahm Gorst bislang am World Cup of Pool teil. Nachdem er 2018 und 2019 gemeinsam mit Ruslan Tschinachow in der ersten Runde ausgeschieden war, bildete er 2021 gemeinsam mit Sergei Luzker das russische Doppel und erreichte das Achtelfinale.
2020 war Gorst erstmals Teil des europäischen Teams beim Mosconi Cup. Er kam dabei zu vier Einsätzen (einmal im Team, ein Einzel und zwei Doppel) und gewann zwei Partien. Insgesamt setzte sich die europäische Mannschaft mit 11:3 durch.

## Erfolge
| Ergebnis | Jahr   | Turnier                               | Finalgegner          | Endstand |
| -------- | ------ | ------------------------------------- | -------------------- | -------- |
| Sieger   | 2015   | U17-Europameisterschaft (14/1 endlos) | Daniel Macioł        | 75:72    |
| Sieger   | 2015   | U17-Europameisterschaft (10-Ball)     | Kamil Sząszor        | 6:3      |
| Sieger   | 2015/5 | Russischer Pokal (9-Ball)             | Konstantin Stepanow  | 9:5      |
| Sieger   | 2015/6 | Russischer Pokal (10-Ball)            | Sergei Luzker        | 7:6      |
| Sieger   | 2015/7 | Russischer Pokal (8-Ball)             | Andrei Seroschtan    | 7:5      |
| Sieger   | 2016/1 | Russischer Pokal (8-Ball)             | Marsel Safiullin     | 7:6      |
| Finalist | 2016/4 | Russischer Pokal (8-Ball)             | Konstantin Stepanow  | 5:7      |
| Finalist | 2016   | U17-Europameisterschaft (14/1 endlos) | Wiktor Zieliński     | 66:75    |
| Finalist | 2016/F | Russischer Pokal                      | Konstantin Stepanow  | 6:9      |
| Sieger   | 2017/2 | Russischer Pokal                      | Jewgeni Buslajew     | 9:7      |
| Sieger   | 2017/3 | Russischer Pokal                      | Sergei Luzker        | 7:4      |
| Sieger   | 2017   | U19-Europameisterschaft (8-Ball)      | Daniel Macioł        | 7:2      |
| Finalist | 2017   | U19-Europameisterschaft (9-Ball)      | Jan van Lierop       | 6:8      |
| Sieger   | 2017   | U19-Weltmeisterschaft (9-Ball)        | Enchbold Temüüdschin | 11:3     |
| Sieger   | 2017   | Russische Meisterschaft (14/1 endlos) | Sergei Luzker        | 100:58   |
| Finalist | 2017   | Russische Meisterschaft (10-Ball)     | Andrei Seroschtan    | 5:8      |
| Finalist | 2017   | Russische Meisterschaft (8-Ball)      | Sergei Luzker        | 7:8      |
| Finalist | 2018   | DCC – Bigfoot 10-Ball Challenge       | Roberto Gomez        | n. b.    |
| Sieger   | 2018/2 | Russischer Pokal (9-Ball)             | Konstantin Stepanow  | 9:7      |
| Finalist | 2018   | Hill-Hill 9-Ball Open                 | Ralf Souquet         | n. b.    |
| Sieger   | 2018/5 | Russischer Pokal (9-Ball)             | Konstantin Stepanow  | 9:7      |
| Sieger   | 2018   | Russische Meisterschaft (10-Ball)     | Konstantin Stepanow  | 8:7      |
| Sieger   | 2018/2 | Treviso Open                          | Mateusz Śniegocki    | 9:7      |
| Sieger   | 2018/F | Russischer Pokal (9-Ball)             | Konstantin Stepanow  | 9:8      |
| Sieger   | 2019/2 | Russischer Pokal (9-Ball)             | Maxim Dudanez        | 9:7      |
| Sieger   | 2019   | Bucharest Open                        | Jayson Shaw          | n. b.    |
| Sieger   | 2019   | Europameisterschaft (9-Ball)          | Joshua Filler        | 9:8      |
| Finalist | 2019   | Steinway Classic                      | Thorsten Hohmann     | 12:13    |
| Sieger   | 2019   | Russische Meisterschaft (14/1 endlos) | Konstantin Stepanow  | 100:0    |
| Sieger   | 2019   | Russische Meisterschaft (10-Ball)     | Ruslan Tschinachow   | 8:7      |
| Sieger   | 2019   | Russische Meisterschaft (9-Ball)      | Sergei Luzker        | 9:2      |
| Sieger   | 2019   | Weltmeisterschaft (9-Ball)            | Chang Jung-Lin       | 13:11    |
| Sieger   | 2020   | Athens 9-Ball Open                    | Niels Feijen         | n. b.    |
| Sieger   | 2020/5 | Russischer Pokal (9-Ball)             | Maxim Dudanez        | 9:7      |
| Sieger   | 2020/6 | Russischer Pokal (10-Ball)            | Ruslan Tschinachow   | 8:6      |
| Finalist | 2020   | Russische Meisterschaft (14/1 endlos) | Konstantin Stepanow  | 3:100    |
| Sieger   | 2020   | Russische Meisterschaft (10-Ball)     | Sergei Luzker        | 8:6      |
| Sieger   | 2020   | Russische Meisterschaft (8-Ball)      | Ilja Neklejenow      | 8:4      |
| Sieger   | 2020   | Russische Meisterschaft (9-Ball)      | Iljas Chairullin     | 9:6      |
| Sieger   | 2020/F | Russischer Pokal (9-Ball)             | Konstantin Stepanow  | 9:4      |
| Sieger   | 2021   | Rack’N’Grill 9-Ball Shootout          | Jesus Atencio        | 11:10    |
| Sieger   | 2021   | Midwest Open – 10-Ball Invitational   | Omar al-Shaheen      | n. b.    |
| Sieger   | 2021   | Midwest Open – 10-Ball                | James Aranas         | n. b.    |

Weitere Erfolge
- Mosconi Cup: 2020

## Teilnahmen an Weltmeisterschaften
| 8-Ball      | nicht ausgetragen | nicht ausgetragen | nicht ausgetragen | nicht ausgetragen | nicht ausgetragen | nicht ausgetragen | nicht ausgetragen | nicht ausgetragen | nicht ausgetragen |                   |                   |
| 9-Ball      | R                 | L32               | S                 | n. a.             | L64               |                   |                   |                   |                   |                   |                   |
| 10-Ball     | n. a.             | n. a.             | R                 | n. a.             |                   |                   |                   |                   |                   |                   |                   |
| 14/1 endlos | nicht ausgetragen | nicht ausgetragen | nicht ausgetragen | nicht ausgetragen | nicht ausgetragen | nicht ausgetragen | nicht ausgetragen | nicht ausgetragen | nicht ausgetragen | nicht ausgetragen | nicht ausgetragen |

| Legende | Legende                               |
| ------- | ------------------------------------- |
| S       | Sieger                                |
| F       | Finalist                              |
| H       | Halbfinalist                          |
| V       | Viertelfinalist                       |
| A       | Achtelfinalist                        |
| LX      | Niederlage in der Runde der letzten X |
| R2      | Niederlage in Runde 2                 |
| R       | Vorrundenaus/Niederlage in Runde 1    |
| –       | nicht teilgenommen                    |
| n. a.   | nicht ausgetragen                     |